# NGC 1510
NGC 1510 ist eine linsenförmige Zwerggalaxie mit ausgedehnten Sternentstehungsgebieten vom Hubble-Typ S0 im Sternbild Pendeluhr (Horologium) am Südsternhimmel. Sie ist rund 34 Millionen Lichtjahre von der Milchstraße entfernt und hat einen Durchmesser von etwa 40.000 Lichtjahren. Gemeinsam mit ihrem wesentlich größeren Nachbarn NGC 1512 bildet sie ein wechselwirkendes Paar, die beiden sind etwa 70.000 Lichtjahre voneinander entfernt.
Das Objekt wurde am 4. Dezember 1836 vom britischen Astronomen John Herschel entdeckt.

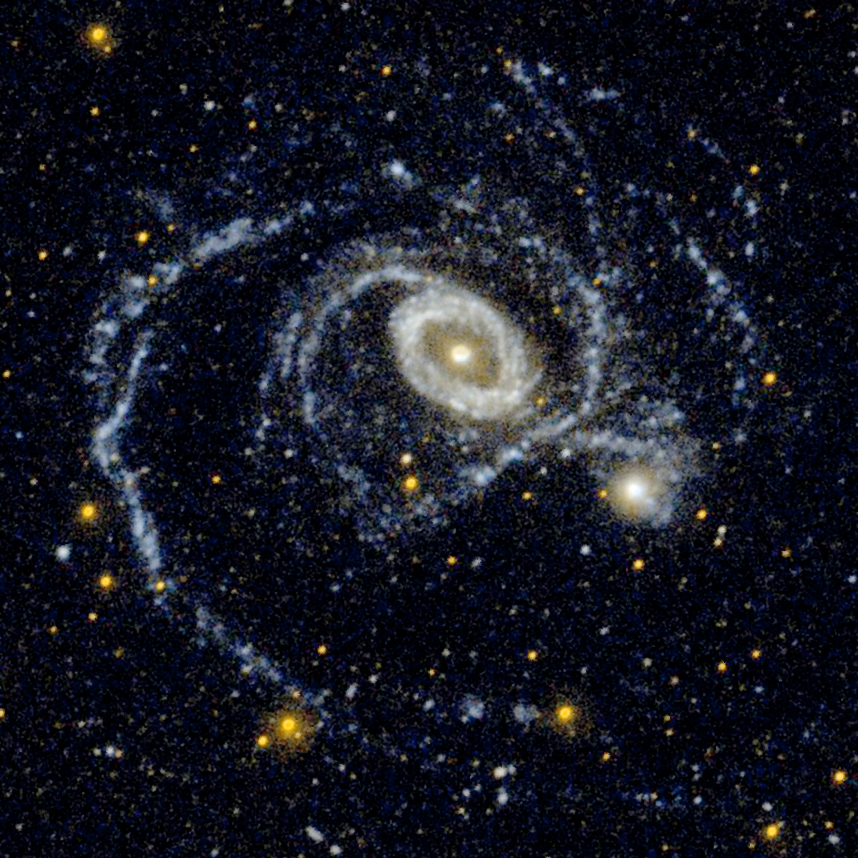
NGC 1512, NGC 1510 Mitte-rechts (UV-Aufnahme)
Aufnahme des Hubble-Weltraumteleskops